# Abdul Hakím Hakkání
Abdul Hakím Hakkání (paštunsky عبد الحكيم حقاني‎; * 1967) zvaný též Abdul Hakím Išhákzaí (paštunsky عبد الحكيم اسحاقزى‎) nebo jen Abdul Hakím je afghánský islámský učenec a spisovatel, který je od roku 2016 předsedou nejvyššího soudu Tálibánu a od roku 2021 předsedou nejvyššího soudu Afghánistánu.
V lednu 2025 požádal vrchní žalobce Mezinárodního trestního soudu Karim Khan o vydání zatykačů na dva politické představitele Tálibánu v Afghánistánu. Šlo o vůdce Tálibánu Hajbatulláha Achúndzádu a Abdula Hakíma Hakkáního. Oba byli obviněni ze zločinů proti lidskosti, zejména z genderově podmíněné perzekuce žen a dívek. Soud zatykače vydal 8. července.

## Život

### Mládí
Narodil se v roce 1967 v okrese Pandžvaj v provincii Kandahár. Vystudoval islámský seminář v Pákistánu, kde později i vyučoval.

### Tálibán
Je jedním ze zakládajících členů Tálibánu a byl blízkým spolupracovníkem vůdce Muhammada Umara. Byl také předsedou vyjednávacího týmu Tálibánu v katarské kanceláři. Poté, co se v roce 2016 předseda nejvyššího soudu Tálibánu Hajbatulláh Achúndzáda stal po smrti Achtara Mansúra nejvyšším vůdcem, Hakím jej v této pozici nahradil. V této funkci pokračuje i po obnovení vlády islámského emirátu nad Afghánistánem v roce 2021.
V září 2020 byl jmenován hlavním vyjednavačem Tálibánu při mírových jednáních v Kataru s vládou Afghánistánu, čímž nahradil Šera Mohammada Abbáse Stanikzaie, který se stal jeho zástupcem v 21členném vyjednávacím týmu.